# Mere (Cheshire)
Mere is een civil parish langs de A556 in Cheshire, Engeland.
De lengte van het dorp is ongeveer een mijl. De A556 vormt met de A50 en de A5034 een driehoek waarbinnen een meer ligt, het Mere, waaraan het dorp zijn naam dankt. Hoewel het een klein dorp is, zijn er drie hotels, het Mere Court Hotel, The Swan en The Mere Resort ans Spa (voorheen Mere Golf & Country Club).

## Mere Old Hall
Aan de westkant van het dorp staat de Mere Old Hall, gebouwd in de 17de eeuw. Het werd in 1914 gerestaureerd en daarna bewoond door William Princep Langford-Brooke, een verre verwante van Sir Peter Brooke (†1685), die het landgoed in 1652 van John Mere had gekocht en de Old Hall liet bouwen. Het laatste familielid dat er woonde, was kolonel Ronald Langford-Brooke (†1980), kleinzoon van William Prinsep. Nadat zijn weduwe in 1993 overleed, werd het huis in 1994 verkocht.
Bij de Mere Old Hall staat de Mere New Hall, die in 1834 werd gebouwd door Peter Langford-Brooke, de kleinzoon van Peter Brooke. Hij verhuurde de Old Hall. De New Hall werd vanaf 1938 door de Mere Golf & Country Club gebruikt en in 1975 door brand bijna geheel verwoest. De stallen en de toegangspoort bleven bewaard en staat nu op de monumentenlijst.

## Geboren in Mere
- Richard Finch, golfer op de Europese Tour

## Trivia
In het Engels bestaan twee woorden voor een meer: lake en mere. Een 'lake' is dieper dan breed (zoals het Meer van Genève/Lake Geneva), een 'mere' is breder dan diep, in het Nederlands een plas (Loosdrechtse plassen, Nieuwkoopse plassen).